# Юная мисс США 2007
«Юная Мисс США 2007» (англ. Miss Teen USA 2007) — 25-й национальный конкурс красоты, проводился в Pasadena Convention Center, Пасадина, Калифорния. Победительницей стала Хилари Крус, представительница штата Колорадо.
Ведущим вечера стал Марио Лопес, который ранее проводил конкурсы красоты в 1998 и 2003 годах. В 2007 году он вёл конкурсы «Мисс Америка» и «Мисс Вселенная». Конкурс транслировался на телеканале NBC в 8:00 p.m. EST.

## Результат

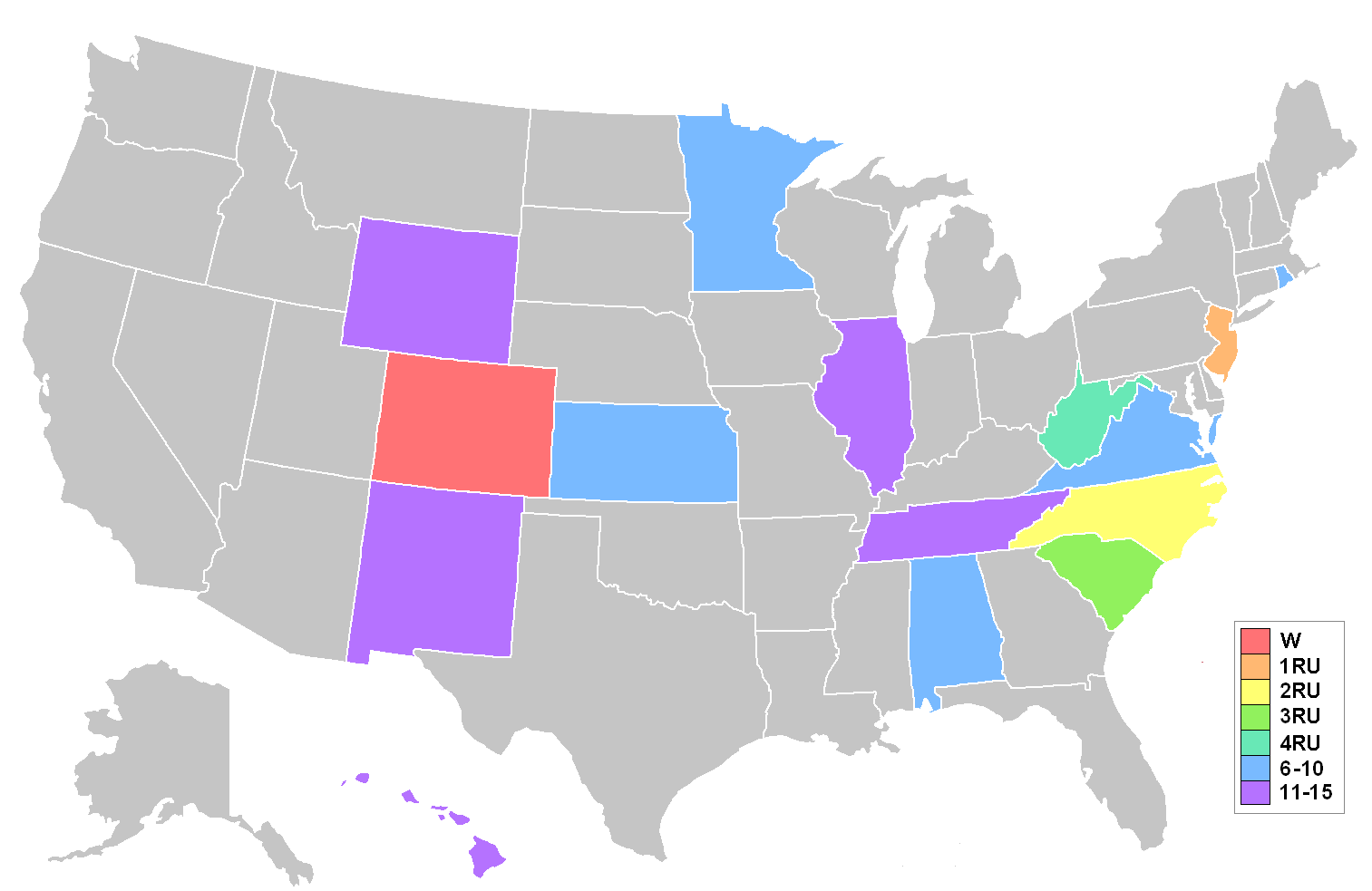
Штаты финалистки конкурса красоты «Юная Мисс США 2007»

### Места
| Итоговый результат | Участница |
| ------------------ | --- |
| Юная Мисс США 2007 | - Колорадо — Хилари Крус |
| 1-я Вице Мисс      | - Нью-Джерси — Алисса Кампанелла |
| 2-я Вице Мисс      | - Северная Каролина — Кэйтлин Кобл |
| 3-я Вице Мисс      | - Южная Каролина — Кейтлин Аптон |
| 4-я Вице Мисс      | - Западная Виргиния — Челси Уэлч |
| Топ 10             | - Алабама — Кэнден Джексон - Канзас — Джейми Стоукс - Миннесота — Ванесса ВонБерен - Род-Айленд — Рошель Роз - Виргиния — Эмили Брюс  |
| Топ 15             | - Гавайи — Серена Карнаги - Иллинойс — Виктория Дэвис - Нью-Мексико — Элизабет Кранц - Теннесси — Мэйси Эрвин - Вайоминг — Молли Смит |

### Специальные награды
| Награда              | Участница                    |
| -------------------- | ---------------------------- |
| Мисс Конгениальность | - Миссисипи — Энн Элиз Паркс |
| Мисс Фотогеничность  | - Мэриленд — Эллисон Фэрроу  |

## Мероприятие
Конкурсантки начали прибывать в Пасадену для участия в различных мероприятиях до начала финала. 14 августа у бассейна отеля «Pasadena Hilton» состоялась официальная фотосессия в купальниках.

## Участие

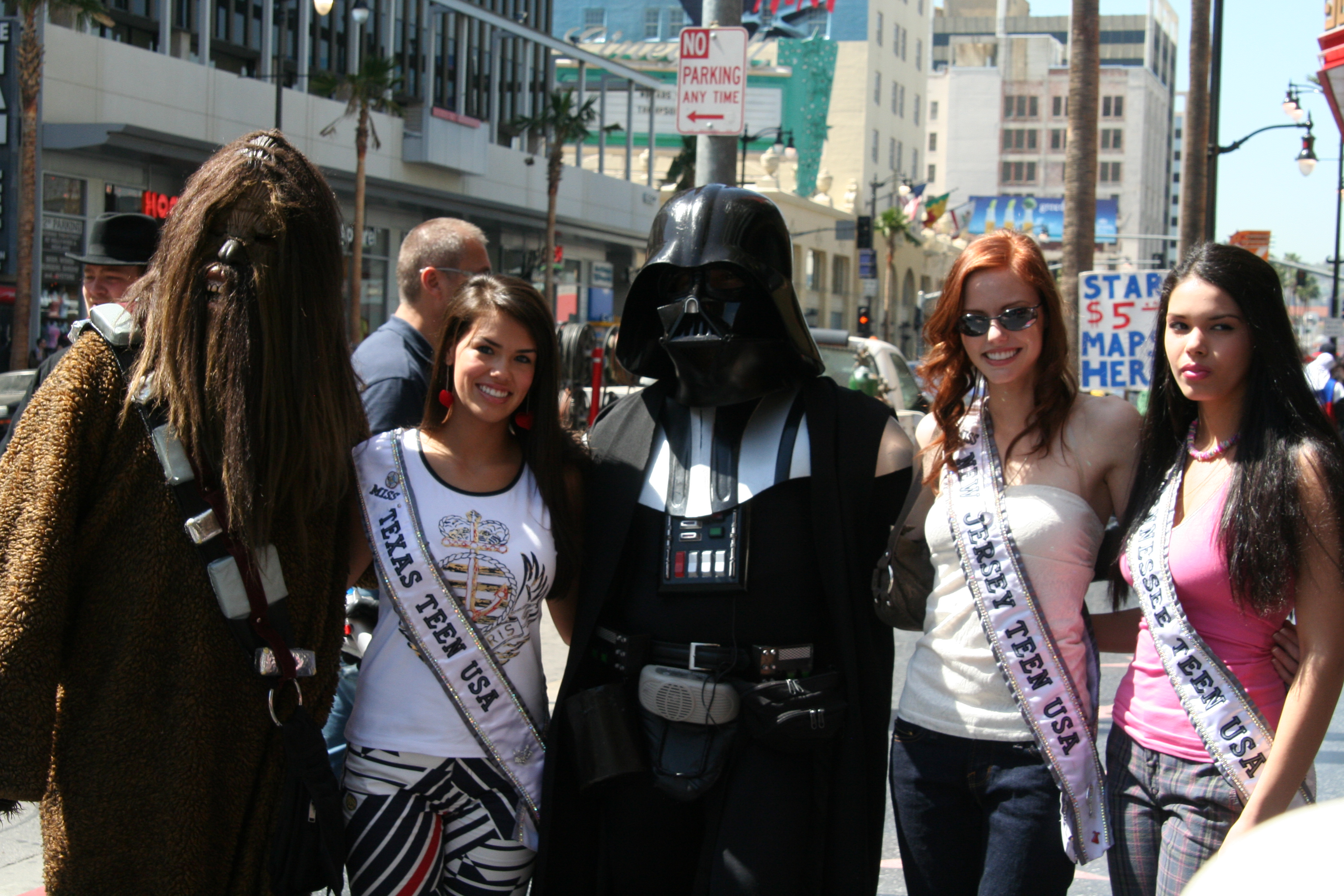
Участницы конкурса красоты в Голливуде, март 2007 года.

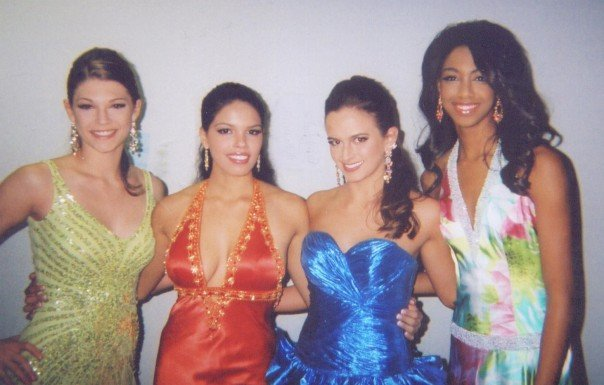
Челси Уэлч (Западная Виргиния), Мэйси Эрвин (Теннесси), Джена Симс (Джоржия) и Пейдж Хилл (Оклахома)

### Финал
Топ 15 были анонсированы во время финальной трансляции и выходили в купальниках под музыку Кэт Делуна. После чего были объявлены Топ 10 участниц, которые выходили в вечерних платьях под музыку Jonas Brothers. После чего были объявлены две обладательницы специальных наград, затем объявлены пять участниц. Пять участниц в интервьюировании отвечали на вопрос от судьи. Каждая конкурсантка имела 30 секунд на ответ.
Во время финального раунда вопросов, Эйми Тигарден спросила участницу из Южной Каролины Кейтлин Аптон, почему каждый пятый Американец не может показать на карте США. Ответ был следующим:

Лично я считаю, что американцы из Соединённых Штатов не могут этого сделать, потому что, ну, люди, наши сограждане, не у всех их есть карты и, ну, лично я считаю, что наше образование, как таковое в Южной Африке и, ну, в Ираке и везде вроде того и… Я считаю, что они должны, наше образование здесь, в Америке, должно помочь Америке, э…, ну, должно помочь Южной Африке и должно помочь Ираку и азиатским странам, так мы сможем построить наше будущее для на…, ради наших детей…

28 августа, Кейтлин появилась на телеканале NBC, в программе Today, где телеведущая Энн Карри дала ей возможность сформулировать новый ответ на тот же вопрос. На что, она ответила: «Лично я и мои друзья, знаем, где находятся Соединенные Штаты на карте. Я не знаю кого-либо, кто не знает этого. Если статистика верна, я считаю, что в нашем образовании следует уделять больше внимания географии, чтобы люди научились лучше читать карты.» Она сказала, что была «в шоке» во время конкурса и едва услышала вопрос, который был задан.

## Участницы
| Штат                       | Участница             | Родной город  | Возраст | Рост | Место              | Награда              | Примечания |
| -------------------------- | --------------------- | ------------- | ------- | ---- | ------------------ | -------------------- | --- |
| Алабама                    | Кэнден Джексон        | Фейрхоп       | 17      | 178  | Топ 10             |                      | |
| Аляска                     | Мюриэл Клаусон        | Анкоридж      | 17      | 175  |                    |                      | |
| Аризона                    | Тиффани Мартин        | Финикс        | 18      | 170  |                    |                      | |
| Арканзас                   | Тиффани Гринстрит     | Мелборн       | 18      | 163  |                    |                      | |
| Калифорния                 | Кайли Лин             | Сан-Рафел     | 16      | 168  |                    |                      | |
| Колорадо                   | Хилари Крус           | Луисвилл      | 18      | 170  | Юная мисс США 2007 |                      | |
| Коннектикут                | Ольга Литвиненко      | Гринуич       | 17      | 175  |                    |                      | Позже «Мисс Коннектикут 2017» |
| Делавэр                    | Холли Шивли           | Ньюарк        | 16      | 163  |                    |                      | |
| Вашингтон (округ Колумбия) | Жасмин Алексис        | Вашингтон     | 16      | 165  |                    |                      | Позже «Miss District of Columbia’s Outstanding Teen 2008» и Топ 10 на «Miss America’s Outstanding Teen 2009» |
| Флорида                    | Аннили Хасти          | Майами        | 18      | 173  |                    |                      | |
| Джорджия                   | Джена Симс            | Виндер        | 18      | 173  |                    |                      | |
| Гавайи                     | Серена Карнаги        | Гонолулу      | 16      | 165  | Топ 15             |                      | Позже участвовала в международном конкурсе Мисс интернешнл 2008 как представитель штата Гавайи. |
| Айдахо                     | Криста МакНил         | Сэндпоинт     | 18      | 173  |                    |                      | |
| Иллинойс                   | Виктория Дэвис        | Таувиль       | 18      | 173  | Top 15             |                      | |
| Индиана                    | Виктория Томлинсон    | Андерсон      | 19      | 170  |                    |                      | |
| Айова                      | Дакота Кроссвайт      | Сидар-Рапидс  | 18      | 165  |                    |                      | |
| Канзас                     | Джейми Стоукс         | Ленекса       | 16      | 180  | Топ 10             |                      | Позже «Мисс Канзас 2011» |
| Кентукки                   | Катрина Джаннини      | Принстон      | 17      | 173  |                    |                      | |
| Луизиана                   | Логан Тревис          | Эмити-Сити    | 15      | 170  |                    |                      | |
| Мэн                        | Аманда Пеллетье       | Вассалборо    | 18      | 160  |                    |                      | |
| Мэриленд                   | Элисон Фэрроу         | Сисил         | 18      | 168  |                    | Мисс Фотогеничность  | |
| Массачусетс                | Кэтлин Макнифф        | Гротон        | 17      | 173  |                    |                      | |
| Мичиган                    | Кейтлин Клуг          | О-Клэр        | 18      | 163  |                    |                      | |
| Миннесота                  | Ванесса Фонбехрен     | Апл-Валли     | 17      | 170  | Топ 10             |                      | |
| Миссисипи                  | Энн Элиз Паркс        | Нью-Олбани    | 18      | 175  |                    | Мисс Конгениальность | |
| Миссури                    | Лорен Петерсон        | Фармингтон    | 16      | 178  |                    |                      | Позже вошла в Топ 20 на «Мисс Гранд Интернешнл 2015» |
| Монтана                    | Челси Нельсон         | Биллингс      | 17      | 175  |                    |                      | |
| Небраска                   | Лорен Клэбо           | Омаха         | 16      | 170  |                    |                      | |
| Невада                     | Даниэль Хашимото      | Рино          | 16      | 163  |                    |                      | |
| Нью-Гэмпшир                | Александра Макдональд | Гилфорд       | 18      | 160  |                    |                      | |
| Нью-Джерси                 | Алисса Кампанелла     | Маналапан     | 17      | 173  | 1-я Вице мисс      |                      | Позже "Мисс Калифорния 2011 и победительница «Мисс США 2011» |
| Нью-Мексико                | Лиз Кранц             | Деминг        | 17      | 173  | Top 15             |                      | |
| Нью-Йорк                   | Татьяна Палладжи      | Эйвон         | 17      | 170  |                    |                      | |
| Северная Каролина          | Кэти Кобл             | Шарлотт       | 17      | 170  | 2-я Вице мисс      |                      | Позже «Мисс Северная Каролина 2017» |
| Северная Дакота            | Тейлор Кернс          | Фарго         | 18      | 170  |                    |                      | Позже «Мисс Северная Дакота 2010» |
| Огайо                      | Рэйчел Эпперли        | Гаанна        | 18      | 168  |                    |                      | |
| Оклахома                   | Пейдж Хилл            | Оклахома-Сити | 16      | 183  |                    |                      | |
| Орегон                     | Уитни Уайтхаус        | Бенд          | 17      | 168  |                    |                      | |
| Пенсильвания               | Келси Синагра         | Питтсбург     | 17      | 165  |                    |                      | |
| Род-Айленд                 | Рошель Роуз           | Джеймстаун    | 15      | 170  | Top 10             |                      | |
| Южная Каролина             | Кейтлин Аптон         | Лексингтон    | 18      | 175  | 3-я Вице мисс      |                      | Получила известность после своего ответа на судейский вопрос, который был назван как «странный» и «безграмотный». Видео с её ответом было размещено на видеохостинге YouTube и набрало миллионы просмотров. Заняла третье место вместе со своим тогдашним бойфрендом Брентом Хорном на «Удивительная гонка». |
| Южная Дакота               | Кари Шулл             | Уотертаун     | 17      | 175  |                    |                      | |
| Теннесси                   | Мэйси Эрвин           | Чаттануга     | 17      | 170  | Топ 15             |                      | |
| Техас                      | Саммер Исдейл         | Аркер-Хайтс   | 16      | 173  |                    |                      | |
| Юта                        | Келси Бригель         | Драпер        | 17      | 170  |                    |                      | |
| Вермонт                    | Оливия Хаббард        | Ратленд       | 17      | 168  |                    |                      | |
| Виргиния                   | Эмили Брюс            | Линчберг      | 17      | 175  | Топ 10             |                      | |
| Вашингтон                  | Шалейн Ларанго        | Ванкувер      | 18      | 175  |                    |                      | В прошлом «Miss Washington’s Outstanding Teen 2005», 2-я Вице мисс на «Miss America’s Outstanding Teen 2006». |
| Западная Виргиния          | Челси Уэлш            | Уэст-Юнион    | 16      | 175  | 4-я Вице мисс      |                      | Позже «Мисс Западная Виргиния 2013» и вошла в Топ 15 на «Мисс США 2013» |
| Висконсин                  | Шона Сабир            | Милуоки       | 17      | 165  |                    |                      | |
| Вайоминг                   | Молли Смит            | Каспер        | 17      | 173  | Топ 15             |                      | |

## Галерея

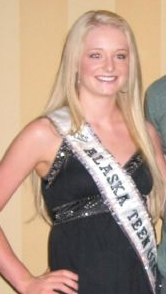
Мюриэл Клосон, Юная Мисс Аляска 2007
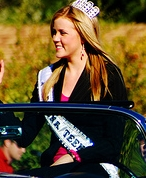
Тиффани Мартин, Юная Мисс Аризона 2007
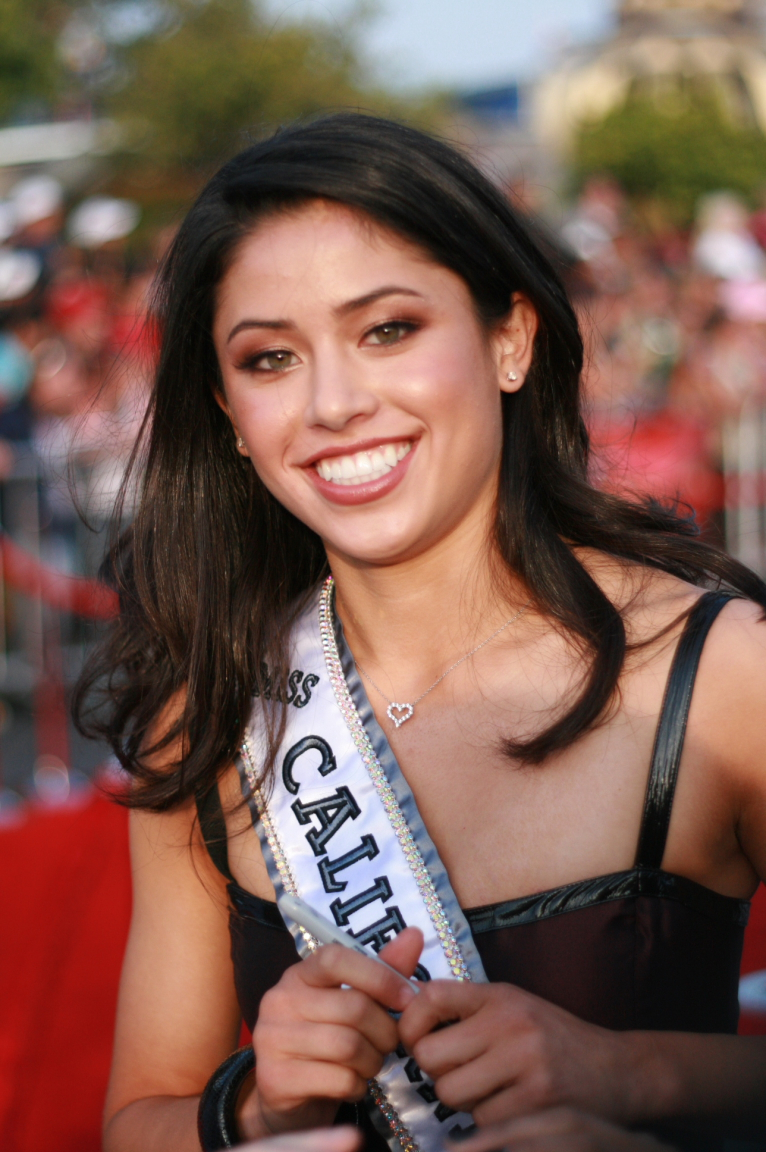
Кайли Лин, Юная Мисс Калифорния 2007
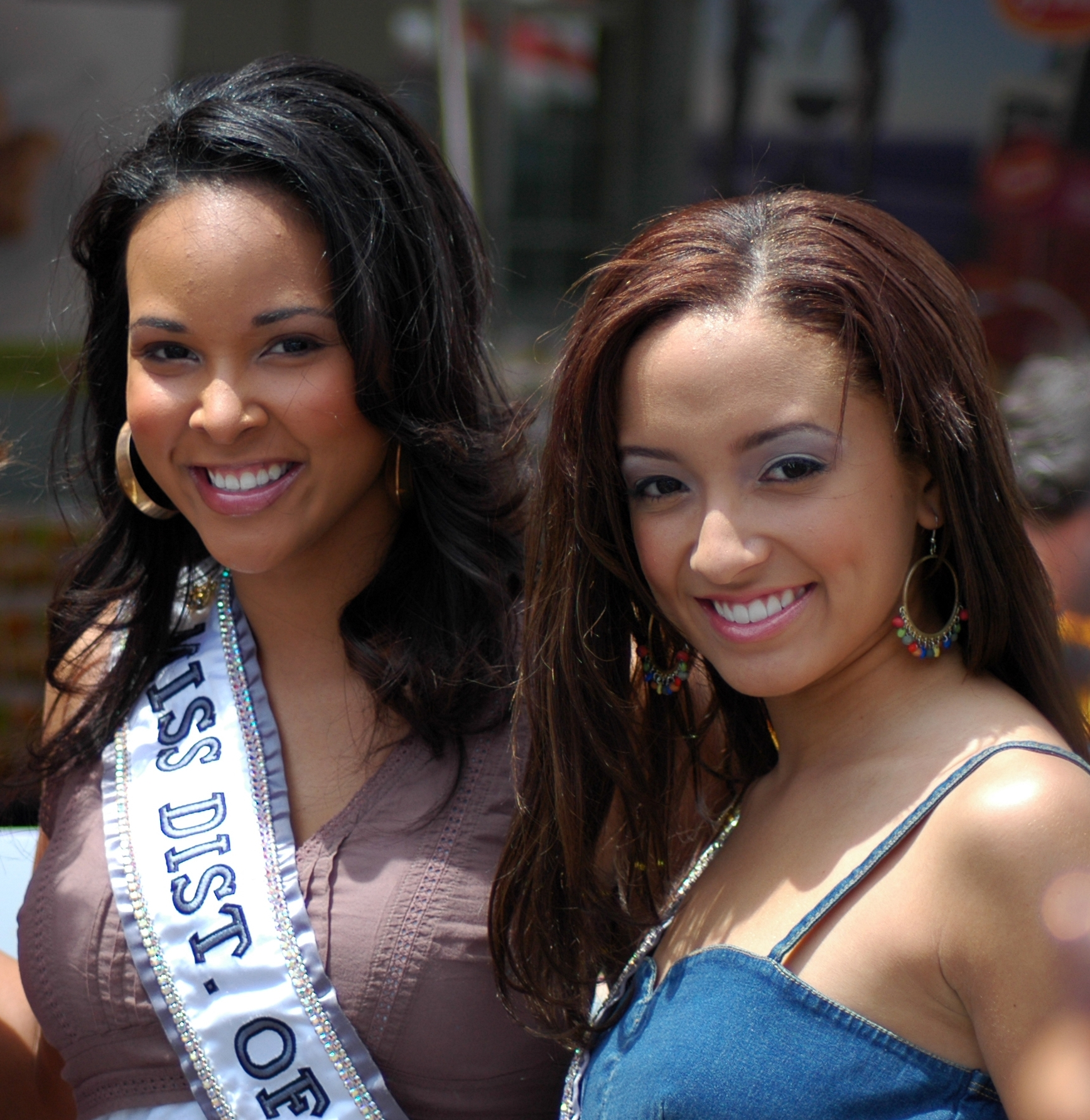
Жасмин Алексис (справа), Юная Мисс Округ Колумбия 2007
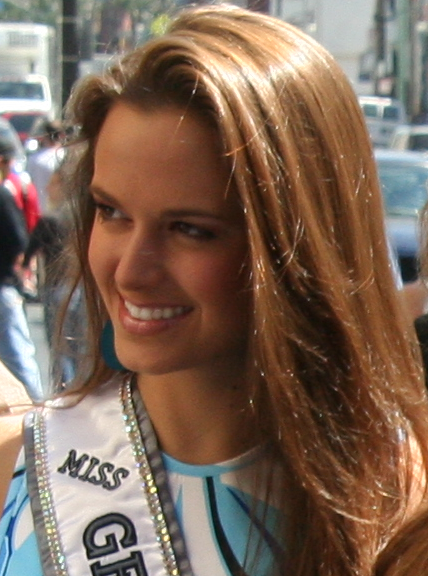
Джена Симс, Юная Мисс Джорджия 2007
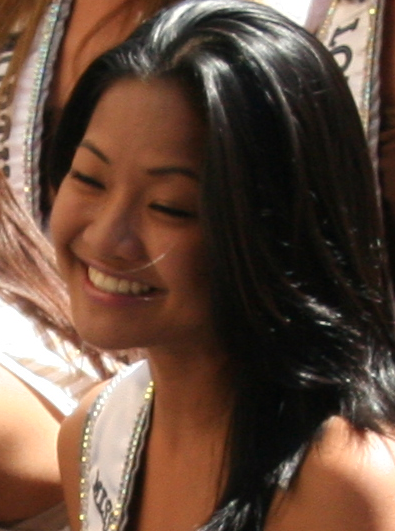
Серена Кернаги, Юная Мисс Гавайи 2007
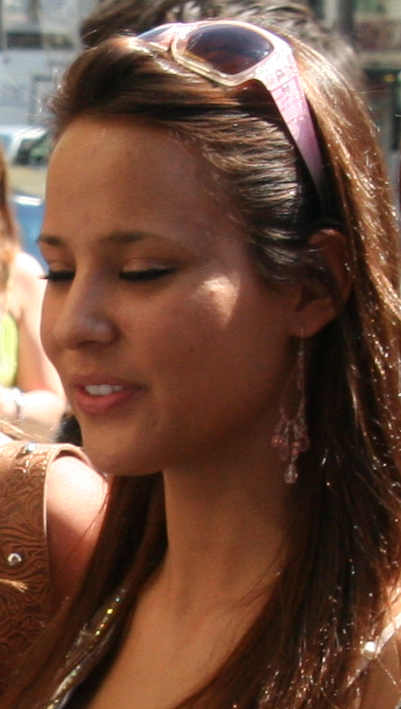
Дакота Кроссуайт, Юная Мисс Айова 2007
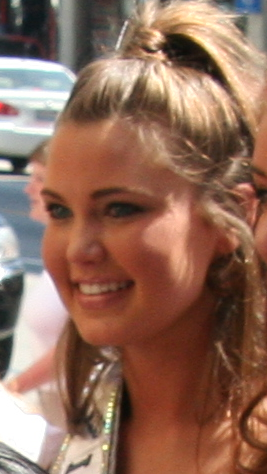
Логан Трэвис, Юная Мисс Луизиана 2007
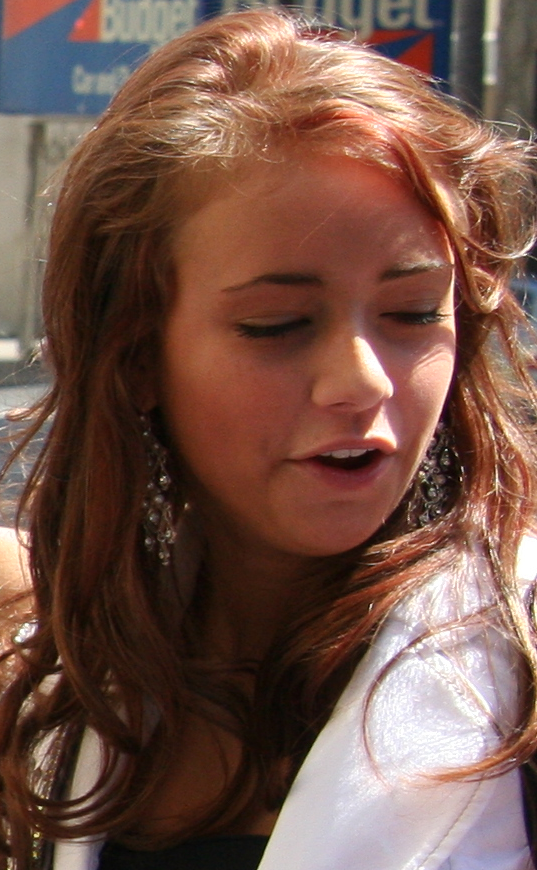
Ванесса Вонберен, Юная Мисс Миннесота 2007
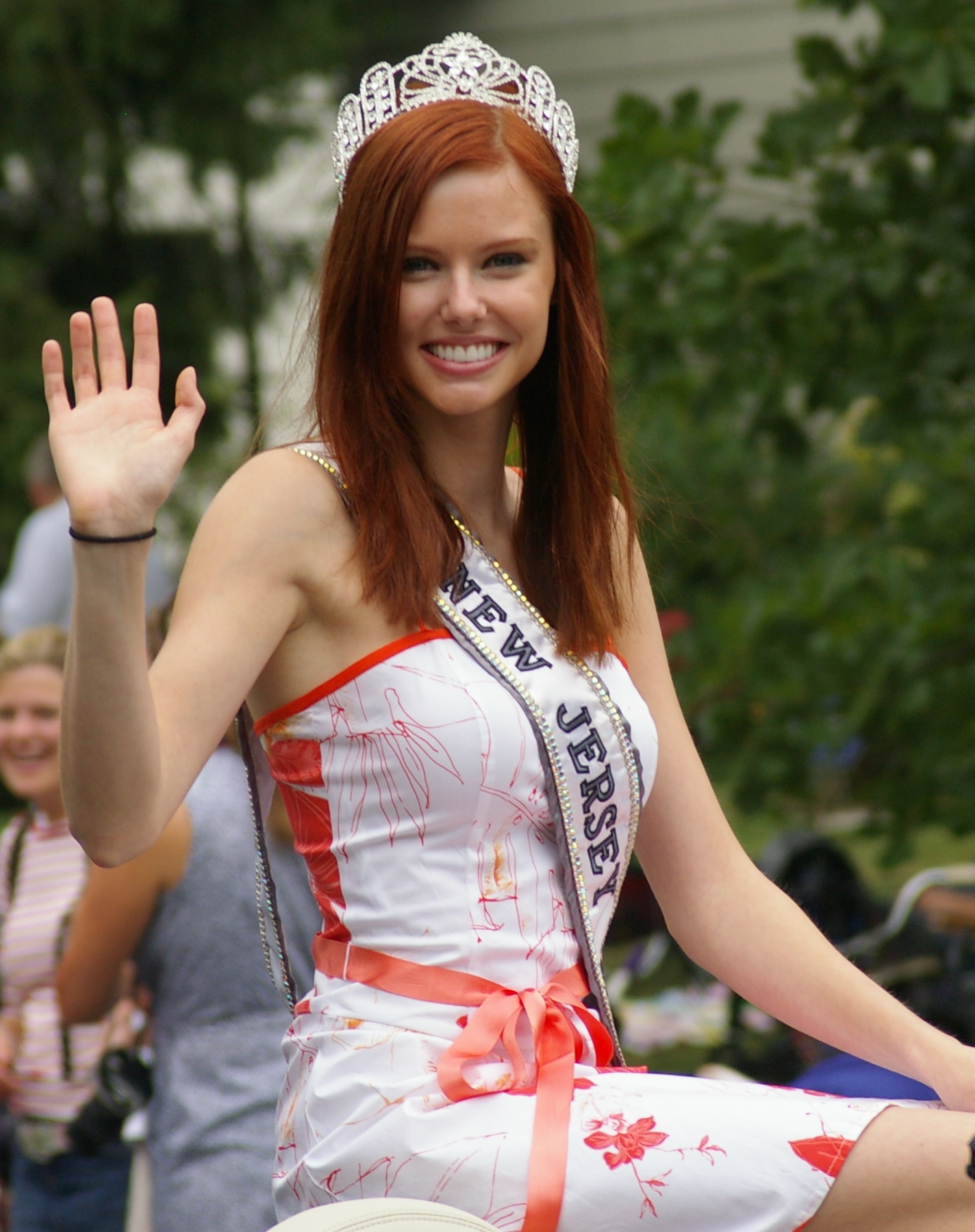
Алисса Кампанелла, Юная Мисс Нью-Джерси 2007, Мисс Калифорния 2011, Мисс США 2011
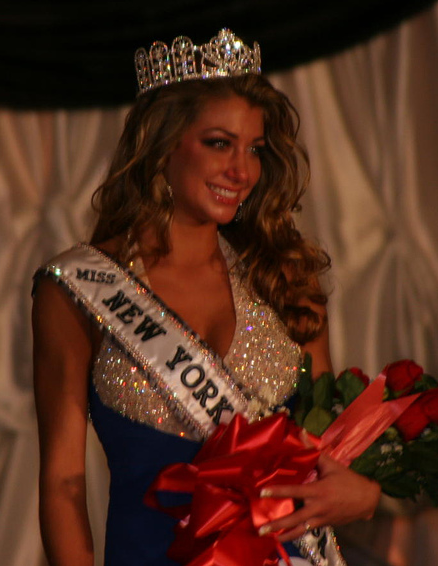
Татьяна Паллаги, Юная Мисс Нью-Йорк USA 2007
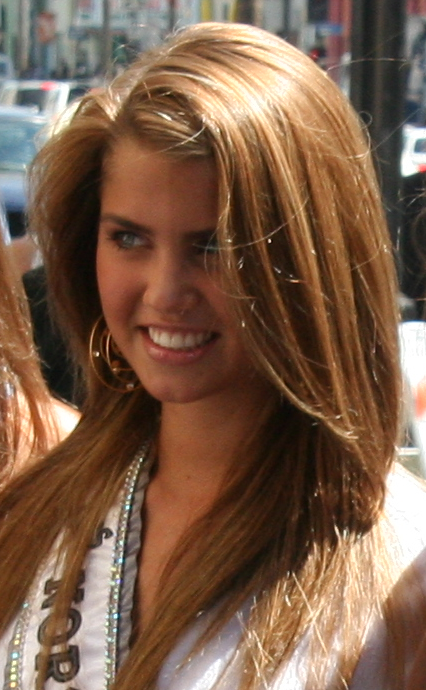
Кэти Кобл, Юная Мисс Северная Каролина 2007
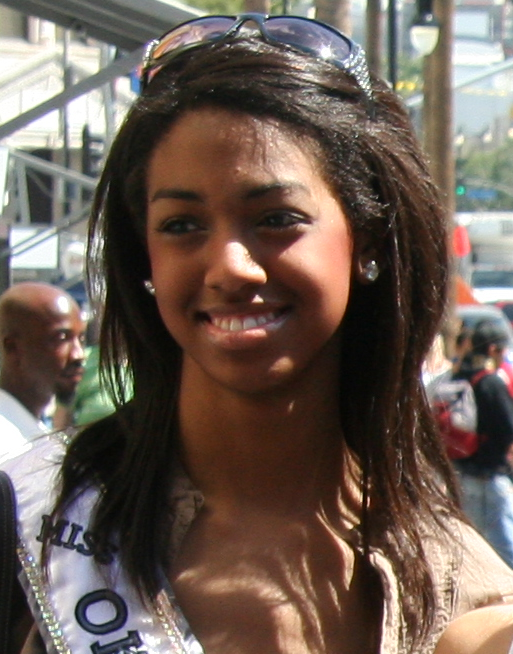
Пейдж Хилл, Юная Мисс Оклахома 2007
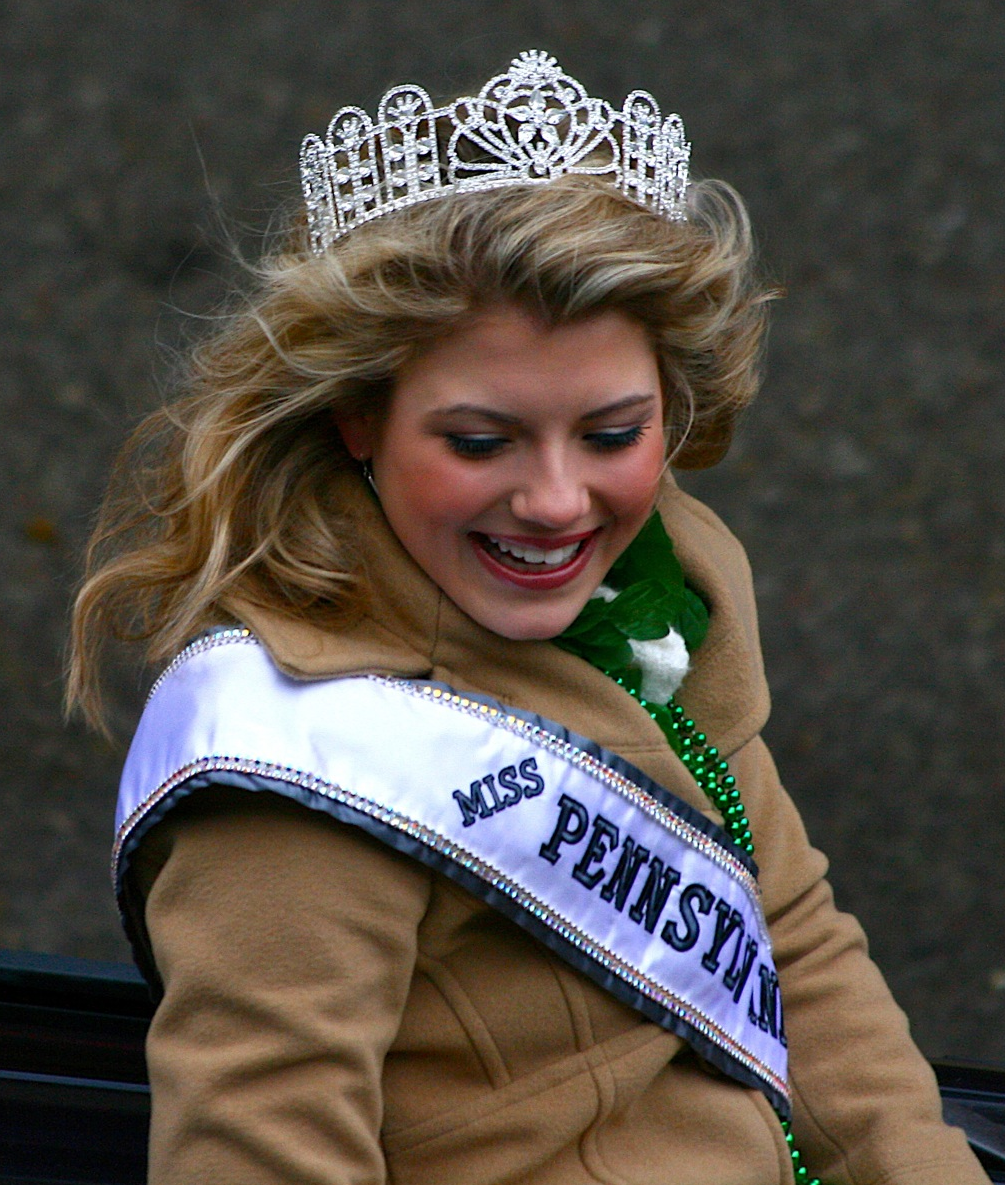
Келси Синагра, Юная Мисс Пенсильвания 2007
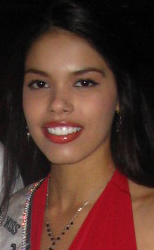
Мэйси Эрвин, Юная Мисс Теннесси 2007
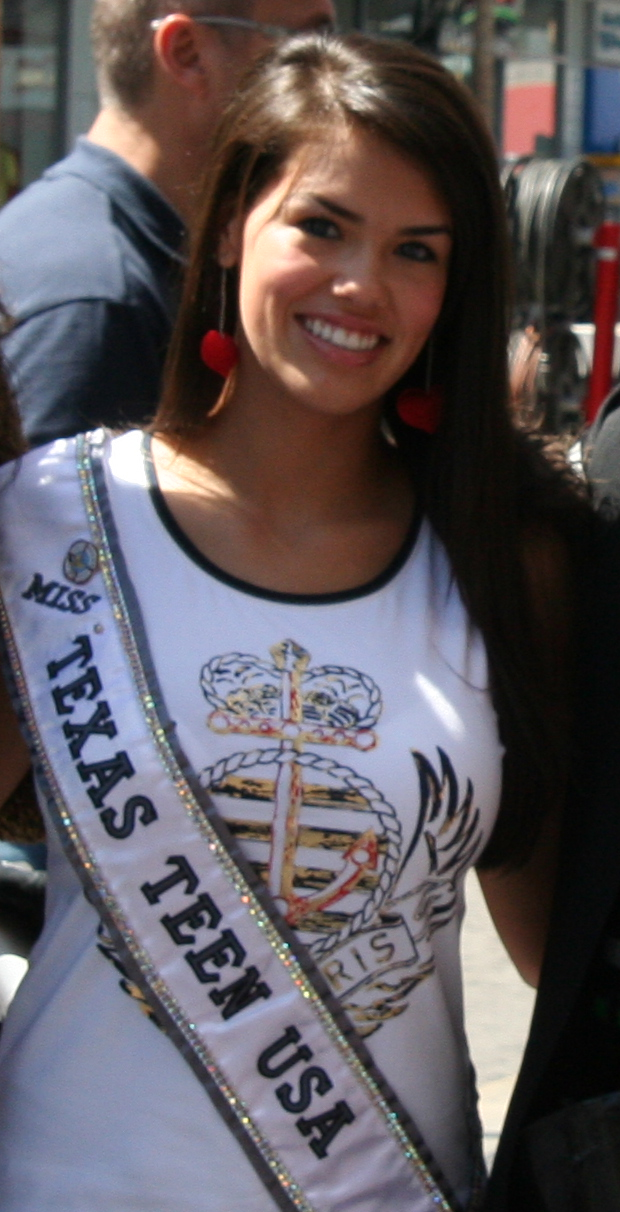
Соммер Издэйл, Юная Мисс Техас 2007
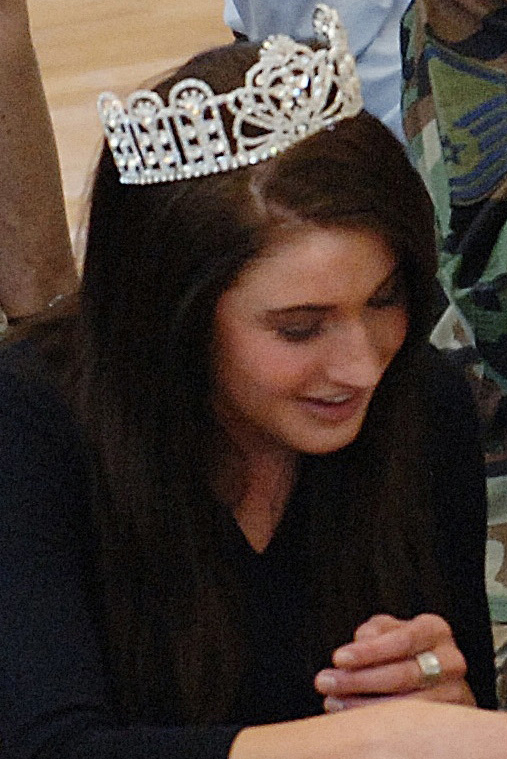
Келси Бригель, Юная Мисс Юта 2007
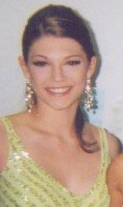
Челси Уэлч, Юная Мисс Западная Виргиния 2007
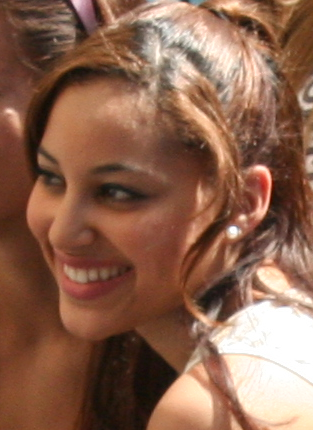
Шона Сабир, Юная Мисс Висконсин 2007

## Примечание участниц

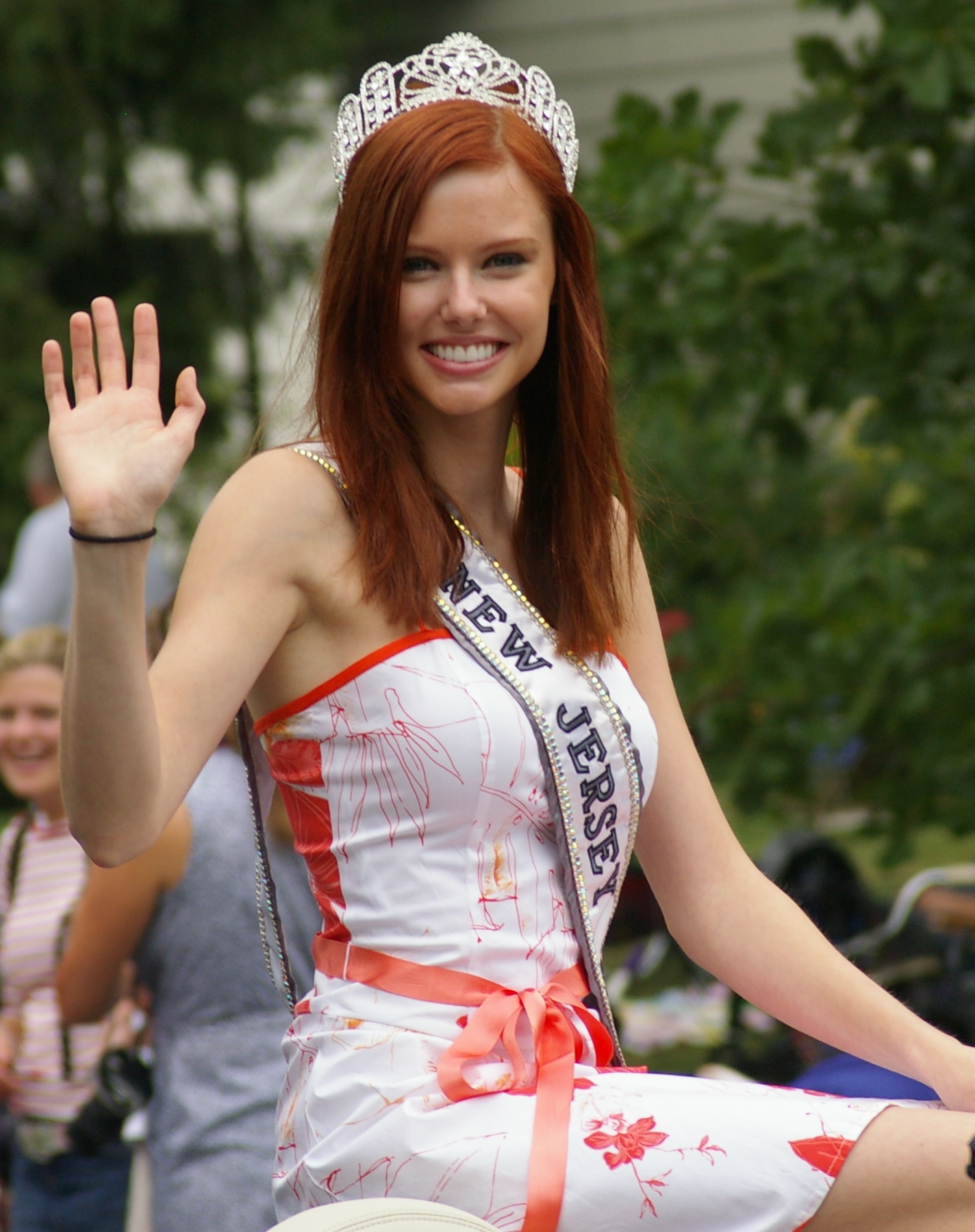
Алисса Кампанелла, «Юная Мисс Нью-Джерси 2007», позже Мисс Калифорния 2011, «Мисс США 2011»

## Заметка
1. ↑  На момент участия в конкурсе